# Mosterhamn
Mosterhamn is een plaats in de Noorse gemeente Bømlo, provincie Vestland. Mosterhamn telt 1157 inwoners (2007) en heeft een oppervlakte van 1,82 km².
Foldrøy · Langevåg · Melandsvågen · Mosterhamn · Rubbestadneset · Svortland